# Aglais magninotata
Aglais magninotata är en fjärilsart som beskrevs av Raynor 1909. Aglais magninotata ingår i släktet Aglais och familjen praktfjärilar. Inga underarter finns listade i Catalogue of Life.